# Družba Maxa Plancka
Družba Maxa Plancka (s polnim imenom Družba Maxa Plancka za napredek znanosti, nemško Max-Planck-Gesellschaft zur Förderung der Wissenschaften) je ena vodilnih nemških raziskovalnih institucij s sedežem v Berlinu in sedežem uprave v Münchnu. V okviru Družbe Maxa Plancka deluje 83 pravno nesamostojnih raziskovalnih institutov po vsej Nemčiji. Družba Maxa Plancka, ki je bila ustanovljena 26. februarja 1948, skladno s svojim statutom »nadaljuje tradicijo nekdanje Družbe cesarja Viljema«, v okviru katere je med drugim deloval tudi Albert Einstein. Trenutni predsednik Družbe je Martin Stratmann.
Družba po vsem svetu uživa visok ugled. V Times Higher Education Supplement Ranking je leta 2006 dosegla prvo mesto na svetu med raziskovalnimi institucijami, ki niso univerze. Je tudi na četrtem mestu med raziskovalnimi ustanovami po številu objav v najuglednejših znanstvenih revijah na svetu (za leto 2015), predvsem na račun vrhunskih raziskav na področju fizike. Od ustanovitve Družbe leta 1948 je 18 pri njej zaposlenih raziskovalcev prejelo Nobelovo nagrado.
Družba Maxa Plancka se posveča predvsem raziskovanju temeljev naravoslovnih, socialnih in družboslovnih znanosti. Svojo raziskovalno dejavnost opravlja v sodelovanju z univerzami, vendar ostaja od njih neodvisna. Posveča se raziskovanju na področjih, na katerih zaradi njihove interdisciplinarnosti oziroma visokih stroškov ne morejo raziskovati druge ustanove. 
Letni proračun Družbe Maxa Plancka je leta 2014 znašal približno 2,1 milijarde EUR. Največji delež financiranja prispevajo nemška zvezna oblast in dežele (približno 80%). Preostala sredstva Družba pridobi od države, zveznih dežel, Evropske unije in posameznikov ter pravnih oseb kot plačilo za opravljene projekte.
Leta 2011 je v več kot 80 institutih Družba Maxa Plancka delovali okoli 5.300 raziskovalcev, več kot 10.000 doktorandov, diplomantov in gostujočih raziskovalcev ter več kot 8.000 tehničnih in administrativnih sodelavcev. 
Instituti, ki delujejo v okviru Družbe Maxa Plancka so razdeljeni v tri sekcije:
- biološko-medicinska sekcija, ki jo tvori 27 institutov in 7 raziskovalnih ustanov,
- kemijsko-fizikalno-tehnična sekcija, ki jo sestavlja 32 institutov,
- družboslovno-humanistična sekcija, katero tvori 19 institutov, od tega 8 institutov na področju prava.

Družba Maxa Plancka ima tudi dobro razvito mednarodno sodelovanje. Sodeluje denimo s Kitajsko akademijo znanosti in z obrambnim ministrstvom ZDA.
- Vhod v glavno upravno stavbo Družbe Maxa Plancka v Münchnu